# Giorgio Antonucci
Giorgio Antonucci (Lucca, Toscana; 24 de febrero de 1933-Florencia, Toscana; 18 de noviembre de 2017) fue un médico y psicoanalista italiano, referencia de la antipsiquiatría en Italia. 

## Biografía
En 1963 se forma como psicoanalista con Roberto Assagioli —fundador de la psicosíntesis— y empieza a dedicarse a la psiquiatría intentando solucionar los problemas de los pacientes, evitando los internamientos y cualquier método coercitivo. En 1968 trabaja en Cividale del Friuli en un pabellón abierto del hospital civil que representaba una alternativa a los manicomios. En 1969 trabaja en el hospital psiquiátrico de Gorizia, dirigido por Franco Basaglia. Desde 1970 hasta 1972 dirige el centro de higiene mental de Castelnuovo nei Monti en provincia de Reggio Emilia. Desde 1973 hasta 1996 trabaja en Imola en el ámbito del desmantelamiento de los hospitales psiquiátricos Osservanza y Luigi Lolli. Durante el terremoto de 1968 en Sicilia occidental trabajó como médico con el servicio civil de la provincia de Florencia. En sus últimos años vivió en Florencia y colaboró con el Comitato dei Cittadini per i Diritti Umani. Con respecto a la religión, Antonucci era una persona no creyente. 

## Posición en referencia a la psiquiatría
Dacia Maraini en 1978 entrevistó a Antonucci y escribió sobre su trabajo en el manicomio de Imola en su novela La Grande Festa [2011]

Dacia Maraini: “¿En qué consiste este método nuevo con respecto a los denominados enfermos psíquicos?"
Giorgio Antonucci: “Para mí significa que los enfermos mentales no existen y la psiquiatría tiene que ser completamente eliminada.
Dacia Maraini | 1978

En sus publicaciones Giorgio Antonucci afirma que teóricamente se acerca a la corriente existencial-humanista de Carl Rogers, a las corrientes de crítica a la psiquiatría (Erving Goffman, Ronald David Laing, David Cooper, y Thomas Szasz) y a la crítica a la institución manicomial de Franco Basaglia.
Szasz afirma concordar con Antonucci sobre el concepto de "persona" de los supuestos enfermos psiquiátricos: son, como nosotros, personas desde todo punto de vista, que pueden ser juzgados emotivamente y en su "condición humana"; la "enfermedad mental" no convierte al paciente a ser "menos que un hombre", y no es necesario el psiquiatra para "devolverle humanidad".
Giorgio Antonucci es el fundador del enfoque nopsiquiátrico al sufrimiento psíquico, que se funda en los siguientes asuntos:
- El tratamiento sanitario obligatorio no puede ser un enfoque científico y médico al sufrimiento al basarse en la fuerza contra la voluntad del paciente.
- La ética del diálogo es sustituida por la ética de la coerción. El diálogo no puede desarrollarse sino entre individuos que se reconocen como personas en una confrontación inter pares.
- El diagnóstico es negado al ser considerado un prejuicio psiquiátrico que impide empezar el verdadero trabajo psicológico con el sufrimiento de los seres humanos por las contradicciones de la naturaleza y la consciencia, las contradicciones de la sociedad y los conflictos de la convivencia.
- Los psicofármacos o drogas psiquiátricas sirven para sedar, drogar a la persona y para mejorar las condiciones de vida de quienes tienen que ocuparse del paciente. Se niegan todos los demás instrumentos que dañan a la persona, desde la lobotomía hasta la castración (propuesta también en Italia en referencia a los delitos sexuales), y todo tipo de shock.
- Para criticar las instituciones hay que cuestionar también el pensamiento que las ha creado.

Thomas Szasz tenía la más alta consideración por el trabajo de Antonucci: "La psiquiatría italiana se ha visto enriquecida de una manera inconmensurable por Giorgio Antonucci. Se lo puede considerar un buen psiquiatra (cualquiera que sea el significado del término): es cierto. O bien se lo puede considerar un buen antipsiquiatra (cualquiera que sea el significado del término): también es cierto. Yo prefiero considerarlo una persona honrada que antepone el respeto al llamado enfermo mental al respeto a la profesión."

## Premios
- El 26 de febrero de 2005, Premio Thomas Szasz, por la "lucha contra el estado terapéutico" en Los Ángeles.

## Obras
- I pregiudizi e la conoscenza critica alla psichiatria (prólogo de Thomas S. Szasz), ed. Coop. Apache, Roma, 1986
- Psichiatria ieri ed oggi, Enciclopedia Atlantica, European Book, Milán, 1989
- Il pregiudizio psichiatrico, Eleuthera, Milán, 1989, ISBN 88 85861 10 5
- Freud e la psichiatria, Enciclopedia Atlantica, European Book, Milán, 1990
- Aggressività. Composizione in tre tempi, en Uomini e lupi, Edizioni Eleuthera, Milán, 1990, ISSN 0392-5013
- Psichiatria e cultura, Enciclopedia Atlantica, European Book, Milán, 1991
- Contrappunti, Sensibili alle Foglie, 1994, ISBN 88 86323 06 2
- Critica al giudizio psichiatrico, Sensibili alle Foglie, 1994, ISBN 88-89883-01-4
- Il giudice e lo psichiatra, colección de libros Volontà de Eleuthera - volumen Delitto e castigo, Milán, 1994, ISSN 03392 5013
- (con Alessio Coppola) Il telefono viola. Contro i metodi della psichiatria, Eleuthera, Milán, 1995, ISBN 978-88-85861-60-2
- Pensieri sul suicidio, Eleuthera, Milán, 1996, ISBN 88 85861 75 x
- Il pregiudizio psichiatrico (prólogo de Thomas Szasz), Elèuthera, Milán, 1998, EAN 9788885861992
- Le lezioni della mia vita. La medicina, la psichiatria, le istituzioni, Spirali, 1999, ISBN 88 7770 536 1
- Pensieri sul suicidio, Elèuthera, Milán, 2002, EAN 9788885060692
- Il cervello. Atti del congresso internazionale Milano, dal 29 novembre al 1º dicembre 2002 (contiene l'intervento di Antonucci al congresso), Spirali, 2004
- Critica al giudizio psichiatrico, Sensibili alle Foglie, 2005, ISBN 978-88-89883-01-3
- Diario dal manicomio. Ricordi e pensieri, Spirali, 2006, ISBN 88 7770 747nx
- Igiene mentale e libero pensiero. Giudizio e pregiudizio psichiatrici, pubblicazione a cura dell'associazione "Umanità nova", Reggio Emilia, octubre de 2007.
- Foucault e l'antipsichiatria. Intervista a Giorgio Antonucci in Diogene. Filosofare Oggi N. 10 - Año 2008 - Con «IL DOSSIER: 30 anni dalla legge Basaglia»
- Corpo - "Intervista di Augusta Eniti a Giorgio Antonucci", Multiverso" Università degli studi di Udine, n.07 08, Año 2008, ISSN 1826-6010
- Conversazione con Giorgio Antonucci a cura di Erveda Sansi. Critical Book - I quaderni dei saperi critici, Milán 16.04.2010, S.p.A Leoncavallo.
- (con otros autores) La libertà sospesa, Fefè Editore, Roma, 2012, ISBN 978 88 95988 31 3
- (contributo di Giorgio Antonucci e Ruggero Chinaglia) Della Mediazione de Elisa Ruggiero, Aracne, 2013, ISBN 978-88-548-5716-2
- [ES] El prejuicio psiquiátrico  [Il pregiudizio psichiatrico], prólogos de Thomas Szasz y Massimo Paolini,[16] traducción y edición de Massimo Paolini, Katakrak, Pamplona, 2018, ISBN 978-84-16946-23-5
- Il pregiudizio psichiatrico, prólogo de Thomas Szasz, Ed. Elèuthera, 2020, ISBN 9788833020761

### Poesía
- La nave del paradiso, Spirali, 1990, ISBN 88 7770 296 6

## Entrevistas en castellano
- Periódico Diagonal n.º 250: Antonucci: La locura no tiene ningún significado filosófico (ver 'Enlaces externos'). La entrevista ha sido republicada en CTXT n.º 28, Infolibre, Viento Sur y "Perspectivas anómalas, ciudad, arquitectura, ideas".

## Otros proyectos
- Wikiquote alberga frases célebres de o sobre Giorgio Antonucci.